# Never Enough (Daniel Caesar)
Never Enough è il terzo album in studio del cantautore canadese Daniel Caesar, pubblicato il 7 aprile 2023 dalla Republic Records.

## Accoglienza
Ben Okazawa di Exclaim! conclude la sua recensione descrivendo l'album come «un'esibizione coesa di sperimentazione di genere che cementa il posto di Caesar come uno degli artisti più intelligenti e talentuosi nell'odierno pantheon R&B in costante mutazione». La recensione di Andy Kellman per AllMusic ha descritto l'album come «aperto, disordinato e affascinante». Grace Dodd di Clash ha definito l'album «una calda e intima masterclass di R&B contemporaneo». Scrivendo per HipHopDX, Louis Pavlakos conclude affermando che l'album «segna un arco di redenzione per un uomo imperfetto con opinioni altrettanto imperfette per dimostrare di essere maturato».

## Tracce
1. Ocho Rios – 2:33
2. Valentina – 2:34
3. Toronto 2014 (with Mustafa) – 4:37
4. Let Me Go – 3:36
5. Do You Like Me? – 3:37
6. Always – 3:45
7. Cool – 4:04
8. Disillusioned (with serpentwithfeet) – 4:01
9. Buyers Remorse (featuring Omar Apollo) – 2:32
10. Shot My Baby – 4:28
11. Pain Is Inevitable – 4:25
12. Homiesexual (with Ty Dolla Sign) – 3:50
13. Vince Van Gogh – 2:45
14. Superpowers – 2:54
15. Unstoppable – 4:07

Tracce Bonus
1. Please Do Not Lean (featuring BadBadNotGood) – 4:00
2. Always (featuring Summer Walker) – 3:42
3. Valentina (featuring Rick Ross) – 3:56

## Classifiche
| Classifica (2023) | Posizione massima |
| ----------------- | ----------------- |
| Australia         | 43                |
| Belgio (Fiandre)  | 193               |
| Belgio (Vallonia) | 173               |
| Canada            | 8                 |
| Francia           | 119               |
| Nuova Zelanda     | 15                |
| Regno Unito       | 60                |
| Stati Uniti       | 14                |